# 강은혜
강은혜(1996년 4월 17일~)는 대한민국의 핸드볼 선수로 포지션은 피벗이다.

## 학력
- 구리여자고등학교
- 한국체육대학교 체육학과

## 경력
- 2015년 제28회 광주 하계유니버시아드대회 핸드볼 국가대표
- 2018년 제18회 자카르타-팔렘방 아시안게임 핸드볼 국가대표

## 수상
- 2013년 대한민국 여성체육대상 꿈나무상
- 2015년 제28회 광주 하계유니버시아드대회 여자 핸드볼 은메달
- 2018년 제18회 자카르타-팔렘방 아시안게임 여자 핸드볼 금메달